# Pestert
De Pestert (ook: Pessert, Pessaert) was een boerderij ten zuiden van het dorp Drunen in de Noord-Brabantse gemeente Heusden. Deze hoeve met een schuur en bakhuis stond iets voorbij de Fellenoord, tegen de grens van Loon op Zand. Deze uit het laatste kwart van de 14e eeuw daterende boerderij verdween zes eeuwen later vrijwel geruisloos. Ze was jarenlang een pachthoeve van de adellijke familie d'Oultremont. In 1957 verlieten de laatste bewoners de onverwacht in elkaar gestorte boerderij.
De Pestert is ontstaan als een eengezinsnederzetting op de overgang van een nat naar een droog gebied aan de Oude Bossche Baan, een al in de Middeleeuwen bestaande verbindingsweg tussen 's-Hertogenbosch en Antwerpen. Over deze baan, die door de zandverstuivingen regelmatig moest worden verlegd, loopt het verharde fietspad richting de Roestelberg.
De familie d'Oultremont had in 1838 de hoeve met omliggende terreinen gekocht van de familie Steinbach (schout van Drunen), die het sinds 1823 in bezit had gekregen van de toenmalige bewoners, de familie van Leijden.
Op 15 januari 1976 werd de Vereniging Natuurmonumenten de nieuwe eigenaar van 66 ha aan bossen, cultuurgrond, heide en stuifzand. Bomen, waaronder een oude tamme kastanje, en enkele fundamenten herinneren nog aan de ligging van de eengezinsnederzetting uit de late Middeleeuwen.
In 1996 heeft Natuurmonumenten vervolgens de omliggende bossen, die grotendeels in eigendom waren van de gemeente Drunen, aangekocht.